# Підоплічко Володимир Іванович
Володи́мир Іва́нович Підо́плічко — український біофізик та мембранолог. Доктор біологічних наук (1987), старший науковий співробітник, член-кореспондент НАН України (1990). Син зоолога Івана Підоплічка. Головний науковий співробітник відділу мембранології і фітохімії Інституту ботаніки ім. М. Г. Холодного.

## Біографія
Народився в сім'ї зоолога Івана Підоплічка та його дружини Ірини Храмцової. Поступив до фізичного факультету Київського державного університету, який закінчив у 1970 році. Після університету пішов працювати до Інституту фізіології ім. О. О. Богомольця АН УРСР. У 1972—1974 роках проходив службу у Збройних силах СРСР в ранзі лейтенанта авіації. У 1974 році повернувся до Інституту фізіології, де працював молодшим науковим співробітником відділу загальної фізіології нервової системи. У 1975 році захистив кандидатську дисертацію «рос. Исследование электрогенного натрий-калиевого насоса в нейронах улитки». У 1980—1988 роках був старшим науковим співробітником відділу фізико-хімічної біології клітинних мембран. У 1988 році перейшов до Інституту ботаніки ім. М. Г. Холодного, де у 1991—1992 і 1995—1996 роках очолював відділ мембранології і фітохімії. Паралельно у 1988—1989 році очолював лабораторію у новоствореному Інституті клітинної біології і генетичної інженерії АН УРСР. 18 травня 1990 року обраний членом-кореспондентом АН УРСР за спеціальністю «клітинна біологія».
У 1992—1995 роках був запрошеним дослідником Інститут нейробіології у Магдебурзі, Німеччина. З 1996 року живе в США. У 1996—2007 роках працював дослідником у Бейлорському медичному коледжі у Г'юстоні. З 2008 року працює в Військово-медичного університету США у Бетесді.

## Наукова діяльність
Разом з Олегом Кришталем під керівництвом Платона Костюка розробив експериментальний метод зміни внутрішнього вмісту клітини. За його допомогою разом зі співавторами відкрив явище вибіркової саморегулівної кальцієвої провідності мембрани соми нервових клітин, тобто кальцієві канали на тілі нейрона, а не на його відростках. Також вивчав мембранний потенціал кардіоміоцитів.
У пізніші роки займався молекулярною природою нікотинової залежності.

## Громадська діяльність
Володимир Підоплічко та його дружина Олена Кассіян є серед благодійників-жертводавців на Український музей у Нью-Йорку.
Член Американської асоціації сприяння розвитку науки.

## Нагороди
- Державна премія СРСР 1983 року, за цикл праць «Дослідження іонних механізмів збудливості соми нервової клітини» (разом з Платоном Костюком, Олегом Кришталем, Ігорем Магурою)[6]

## Наукові праці
- Kostyuk, P. G.; O.A. Krishtal, V.I. Pidoplichko (1975). Effect of internal fluoride and phosphate on membrane currents during intracellular dialysis of nerve cells. Nature. 257 (2): 691—693.(англ.)
- Пидопличко, В. И.; Верхратский, А. Н. (1989). Электрофизиологические исследования одиночных клеток мышцы сердца. Киев: Наукова думка. с. 236. ISBN 5-12-001083-0.(рос.)